# II. třída okresu Brno-venkov
 II. třída okresu Brno-venkov  (okresní přebor II. třídy) tvoří s ostatními skupinami II. třídy osmou nejvyšší fotbalovou soutěž v Česku. Hraje se každý rok od léta do jara se zimní přestávkou. Na konci ročníku nejlepší dva týmy postupují do I. B třídy Jihomoravského kraje (do skupiny A nebo B) a dva nejhorší týmy sestoupí do III. třídy okresu Brno-venkov

## Vítězové
| Ročník    | Vítězný tým                                         |
| --------- | --------------------------------------------------- |
| 1960/1961 | TJ Sokol Šlapanice                                  |
| 1961/1962 | TJ Slovan Ivančice                                  |
| 1962–1978 | ...                                                 |
| 1978/1979 | TJ Čechie Zastávka                                  |
| 1979/1980 | ...                                                 |
| 1980/1981 | TJ Jiskra Veverská Bítýška                          |
| 1981/1982 | TJ Sokol Domašov                                    |
| 1982/1983 | ...                                                 |
| 1983/1984 | ... (sk. A) a ... (sk. B)                           |
| 1984/1985 | TJ Sokol Měnín (sk. A) a TJ Čechie Zastávka (sk. B) |
| 1985/1986 | TJ Sokol Prace (sk. A) a TJ Čechie Zastávka (sk. B) |
| 1986/1987 | TJ Sokol Měnín                                      |
| 1987/1988 | TJ Sokol Rajhrad                                    |
| 1988/1989 | TJ Družstevník Kupařovice                           |
| 1989/1990 | TJ Sokol Opatovice                                  |
| 1990/1991 | TJ Čechie Zastávka                                  |
| 1991/1992 | TJ Sokol Tvarožná                                   |
| 1992/1993 | AFK Tišnov                                          |
| 1993/1994 | SK Dolní Kounice                                    |
| 1994/1995 | SK Moutnice                                         |
| 1995/1996 | TJ Sokol Podolí u Brna                              |
| 1996/1997 | SK Prace                                            |
| 1997/1998 | TJ Slovan Rosice                                    |
| 1998/1999 | SK Újezd u Brna                                     |
| 1999/2000 | SK Pozořice                                         |
| 2000/2001 | FK Ořechov                                          |
| 2001/2002 | TJ Sokol Popůvky                                    |
| 2002/2003 | TJ Baník Zbýšov                                     |
| 2003/2004 | TJ Sokol Střelice                                   |
| 2004/2005 | SK Vojkovice                                        |
| 2005/2006 | TJ Sokol Popůvky                                    |
| 2006/2007 | MFK Modřice                                         |
| 2007/2008 | SK Moutnice                                         |
| 2008/2009 | SK Měnín                                            |
| 2009/2010 | TJ Ochoz u Brna                                     |
| 2010/2011 | FC Slovan Rosice „B“                                |
| 2011/2012 | FK Podolí u Brna                                    |
| 2012/2013 | SK Měnín                                            |
| 2013/2014 | SK Újezd u Brna                                     |
| 2014/2015 | SK Moutnice                                         |
| 2015/2016 | SK Babice nad Svitavou                              |
| 2016/2017 | FK Sokol Zbraslav                                   |
| 2017/2018 | TJ Viktoria Želešice                                |
| 2018/2019 | TJ Sokol Střelice                                   |
| 2019/2020 | TJ Oslavany (neúplný ročník)                        |
| 2020/2021 | TJ Sokol Troubsko (neúplný ročník)                  |